# Сатунин, Константин Алексеевич
Константин Алексеевич Сатунин (20 мая 1863, Ярославль — 10 ноября 1915, Мцхетский муниципалитет, Мцхета-Мтианети) — русский зоолог.

## Биография
Из семьи телеграфного техника. Учился (с 1869) в 1-й московской гимназии, одноклассник Г. А. Кожевникова. Провалился на экзамене в 8-м классе, оканчивал образование в Чернигове. Учился на естественном отделении физико-математического факультета Московского университета (1885—1890).
Работал на Кавказской шелководческой станции в Тифлисе (с 1893) заведующим биологической лабораторией. Изучая южные районы России, собрал большие коллекции рыб, пресмыкающихся, млекопитающих.
Старший специалист Департамента земледелия по прикладной зоологии и охоте на Кавказе (1907—1915). Сатунин один из первых описал териофауну Кавказа, привёл описание таксонов и зоогеографический анализ фауны региона. Сатунин разработал (1912) новое деление Кавказа на зоогеографические выделы. Часть коллекционных сборов Сатунина погибла в Ашхабаде во время землетрясения (1948).
Один из первых отечественных зоологов, всерьёз занявшихся целенаправленным изучением систематики и фаунистики мелких млекопитающих. Автор 240 научных работ, в которых также занимался популяризацией науки, публикуя статьи в журналах «Природа и охота», «Охотничий вестник».
Описал много новых видов млекопитающих России и Центральной Азии, среди которых кавказский крот (Talpa caucasica), кутора Шелковникова (Neomys schelkovnikovi), хомячок Роборовского (Phodopus roborovskii) и др. Написал ряд работ по фауне Кавказа (преимущественно позвоночных), по энтомологии, ихтиологии, орнитологии, герпетологии, зоогеографии, шелководству, охотоведению, рыболовству и др.
Скоропостижно скончался от паралича сердца в окрестностях Мцхеты.

## Сочинения
- Сатунин К. А. Муганская степь. — Тифлис: Изд. Управления Кавказского учебного Округа, 1913. — 30 с.
- Сатунин К. А. Млекопитающие Кавказского края, Тифлис, Т.1. 1915; Т.2. 1920.